# Иван Радев (художник, р. 1932)
Вижте пояснителната страница за други личности с името Иван Радев.
Иван Радев е български художник и педагог.

## Биография
Роден е на 10 юли 1932 година в карнобатското село Сигмен. Получава основно образование в родното си село, а гимназиално в Карнобат. Завършва Художествената академия „Николай Павлович“, специалност „Стенопис“ в класа на проф. Георги Богданов.
След дипломирането си работи като преподавател в хасковския Институт за детски и прогимназиални учители по рисуване и методика на рисуването. Дълги години преподава в казанлъшката Национална гимназия по пластични изкуства и дизайн „Акад. Дечко Узунов“.
Повече от 40 години живее и твори в град Казанлък, накъдето е насочен от казанлъшкия художник Ненко Балкански. Творби на Иван Радев са представяни на изложби в България, Германия и Русия. Има награди от изложби на учителите. Автор е на мозаечни портрети на Никола Вапцаров, Димитър Благоев, Георги Кирков и Петко Славейков. С проф. Васил Вълев изографисват параклиса „Свети Георги Победоносец“ в с. Сигмен.
Умира на 14 август 2014 година в град Казанлък.